# Bayrisch Blockmalz

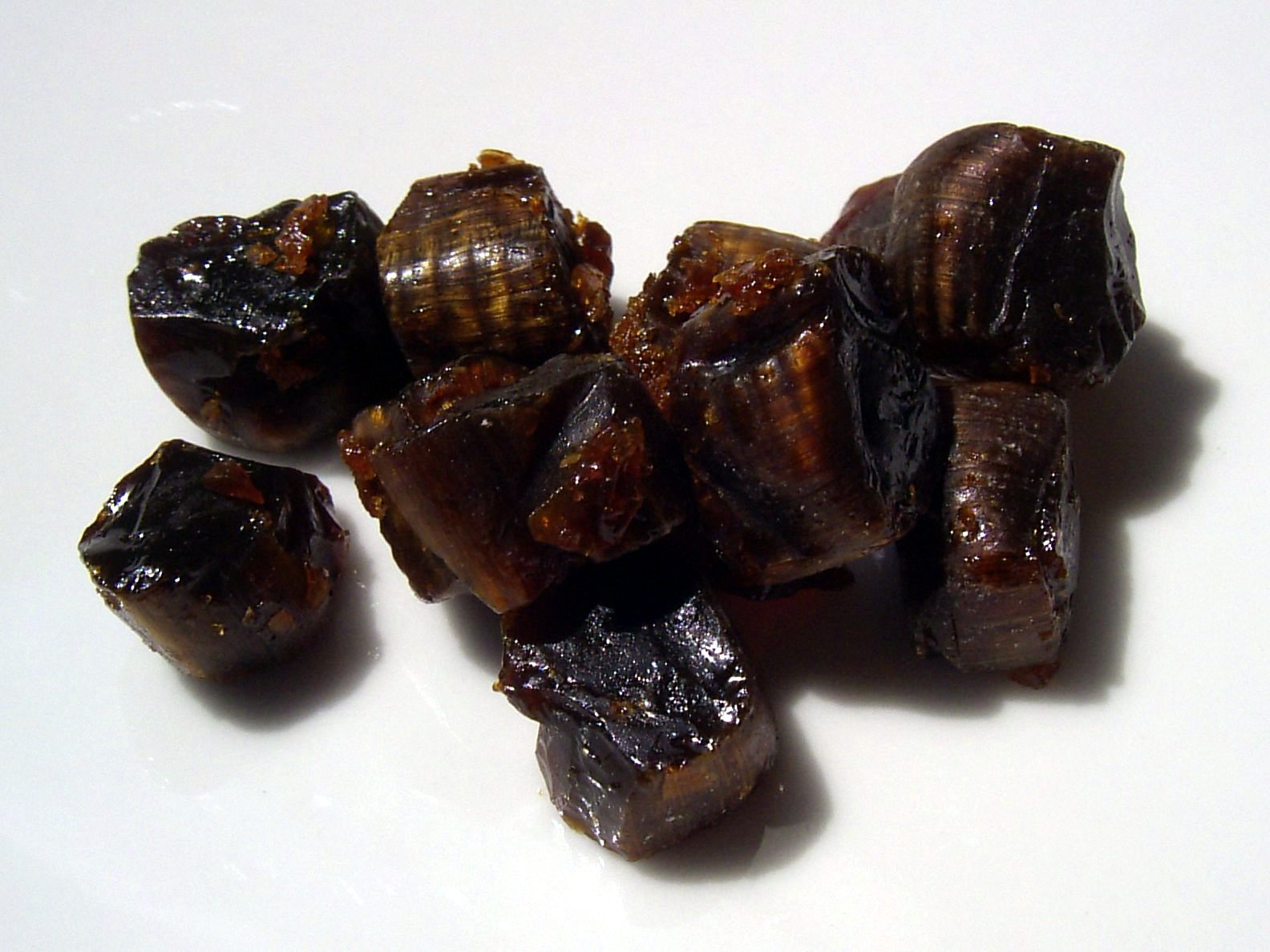
Bayrisch Blockmalz

Le Bayrisch Blockmalz est un bonbon dur originaire de Bavière. Il se compose de caramel de sucre (fait à partir de sucres et de sirop de glucose) et d'au moins de 5 % d'extrait de malt. Le goût des bonbons bruns est malté et doux. Ils ont généralement un poids de six à neuf grammes chacun et une forme de bloc grossier.

## Historique
En 1899, le bavarois Carl Soldan, pharmacien, ouvre une officine à Nuremberg où il vend les premiers Blockmalz. Cette pharmacie a évolué en commerce de gros et continue aujourd'hui de vendre les Blockmalz sous le nom de Dr. C. Soldan Bayrisch Blockmalz. On considérait à l'époque les bonbons de malt comme un remède contre la toux et le mal de gorge. Les Blockmalz sont parfois encore aujourd'hui dissous dans du lait chaud ou du thé, contre la toux et l'enrouement. On les trouve en supermarchés ou en pharmacie.
- (de) Cet article est partiellement ou en totalité issu de l’article de Wikipédia en allemand intitulé « Bayrisch Blockmalz » (voir la liste des auteurs).